# Ron Jowers
Ron Jowers (* 1931 in Isleworth) ist ein ehemaliger britischer Radrennfahrer und nationaler Meister im Radsport.

## Sportliche Laufbahn
Jowers war Straßenradsportler. Er begann im Verein Ealing CC mit dem Radsport. Später fuhr er für die Vereine West London RC und Twickenham CC. Erste Erfolge hatte Jowers 1953 mit dem Gewinn eines Tagesabschnittes des Etappenrennens Tour of Britain (35. Platz) und des Eintagesrennens J.B.Harvey Memorial. 1954 wurde er hinter Tony Hoar Zweiter in dem traditionsreichen Rennen Folkstone–London.
Viermal gewann er das Einzelzeitfahren Manx Mountain Time Trial. 1957 siegte er in der nationalen Meisterschaft im Einzelzeitfahren vor Mick Ward. In der Meisterschaft im Straßenrennen wurde er 1961 Dritter hinter Dave Bedwell.
1955 fuhr er die Internationale Friedensfahrt und schied dabei aus der Rundfahrt aus.